# 25001 Pacheco
25001 Pacheco (1998 OW6) là một tiểu hành tinh vành đai chính được phát hiện ngày 31 tháng 7 năm 1998 bởi Àngel López ở [[Observatori Astron�mic de Mallorca]].